# تپه سوان
تپه سوان (گرد سوان) مربوط به هزاره دوم قبل از میلاد است و در ۸۰ کیلومتری جنوبشهرستان مهاباد واقع شده و این اثر در تاریخ ۱۷ خرداد ۱۳۵۵ با شمارهٔ ثبت ۱۲۳۱ به‌عنوان یکی از آثار ملی ایران به ثبت رسیده است.